# Edílson
Edílson, född 17 september 1970 i Salvador, Brasilien, är en brasiliansk före detta fotbollsspelare.